# Megan Gaiser
Megan Gaiser (Estados Unidos, siglo XX) es una directora de cine y de videojuegos estadounidense. Es una de las primeras directoras ejecutivas de la industria de los videojuegos y su trabajo se ha centrado en crear juegos para niñas.

## Trayectoria
Gaiser no tenía intención de trabajar en la industria de los videojuegos. Durante unos once años, desarrollo su carrera como directora, editora y productora de documentales, películas corporativas y educativas y anuncios de servicio público. Se interesó por el multimedia cuando empezó a surgir en Seattle a principios de los años 1990 y se mudó a esa ciudad.
Cuando Microsoft comenzó a crear contenido para MSN, consiguió una oportunidad en 1994, para un puesto como productora de CarPoint, el primer producto específico para Internet de la empresa, en el que permaneció 2 años. Sin embargo, debido a la falta de investigación de mercado, su proyecto cinematográfico inicial, en el que aparecían celebridades de campus universitarios de todo el país, fue descartado poco después de ser reclutada.
Gaiser se unió a HeR Interactive en 1999 como presidenta y directora ejecutiva. HeR Interactive estaba enfocada en producir entretenimiento interactivo para audiencias femeninas, creando la franquicia de videojuegos basado en el personaje Nancy Drew y convirtiéndose en la pionera en comercializar videojuegos para niñas. Lanzó la primera aplicación de libro interactivo para iPad, iPhone y iPod touch de Nancy Drew Mobile Mysteries: Shadow Ranch, que incorporaba el juego con trama, permitiendo a las jugadoras determinar cómo evolucionaban las historias a medida en que se juegan y se resuelven misterios de diferente complejidad. Tras ceder su puesto a Stuart Moulder, en 2011, pasó a ser la directora creativa  para concentrarse en la dirección artística, así como en el crecimiento de los productos, las ventas, el marketing y las alianzas estratégicas. Durante su trayectoria en HeR Interactive, se vendieron más de 9 millones de juegos de la franquicia Nancy Drew. Gaiser dejó HeR Interactive en 2013.
También realiza labores como embajadora de la diversidad de varias organizaciones sin fines de lucro relacionadas con los videojuegos. Es directora de Contagious Creativity, fundadora de Leadership for Diversity y miembro del equipo directivo de Compassion Games. En 2017 era la directora ejecutiva de Spiral Media.
Ha participado como oradora en eventos como el panel del festival SXSW de 2009 o en la 12ª edición anual de los Interactive Achievement Awards, con el título Los videojuegos como droga de iniciación: cómo hacer que las niñas se interesen por la tecnología. Así como, en eventos en los que muestra una visión crítica sobre el funcionamiento de los sistemas empresariales del sector de los videojuegos, abogando por oportunidades justas para las mujeres.

## Reconocimientos
Ha recibido más de 15 premios Cine Golden Eagle, 3 premios del Festival de Nueva York y el Premio Internacional Documental de Milán. Otros reconocimientos incluyen: “100 mujeres más influyentes de la industria del juego” de Next Generation, “10 mujeres más influyentes de la década” de Kotaku Gaming Angels y el “Premio a la trayectoria de pioneros de Indie Cade 2011”.
En Estados Unidos, Nancy Drew se convirtió en la franquicia de videojuegos para PC número uno durante seis años y más inspiradora para las niñas. También obtuvo el premio Medalla de Oro de Parental's Choice por 24 veces consecutivas. En 2010, recibió el premio Microsoft Women in Games.
En 2018, el Museo Strong de Nueva York, inauguró la exposición Women in Games, y Gaiser fue una de las invitadas de honor, junto a otras mujeres como Bonnie Ross, Brenda Laurel o Amy Hennig.